# Tourville-la-Campagne
Pour les articles homonymes, voir Tourville.
Tourville-la-Campagne est une commune française située dans le département de l'Eure, en région Normandie.

## Géographie
Tourville-la-Campagne est située entre Elbeuf et Le Neubourg.

### Hydrographie
La commune est située dans le bassin Seine-Normandie. Elle n'est drainée par aucun cours d'eau,. Néanmoins trois plans d'eau sont présents sur le territoire communal : la mare de la Ville (0,14 ha), la mare Longue (0,01 ha) et la mare Robert (0,07 ha),.

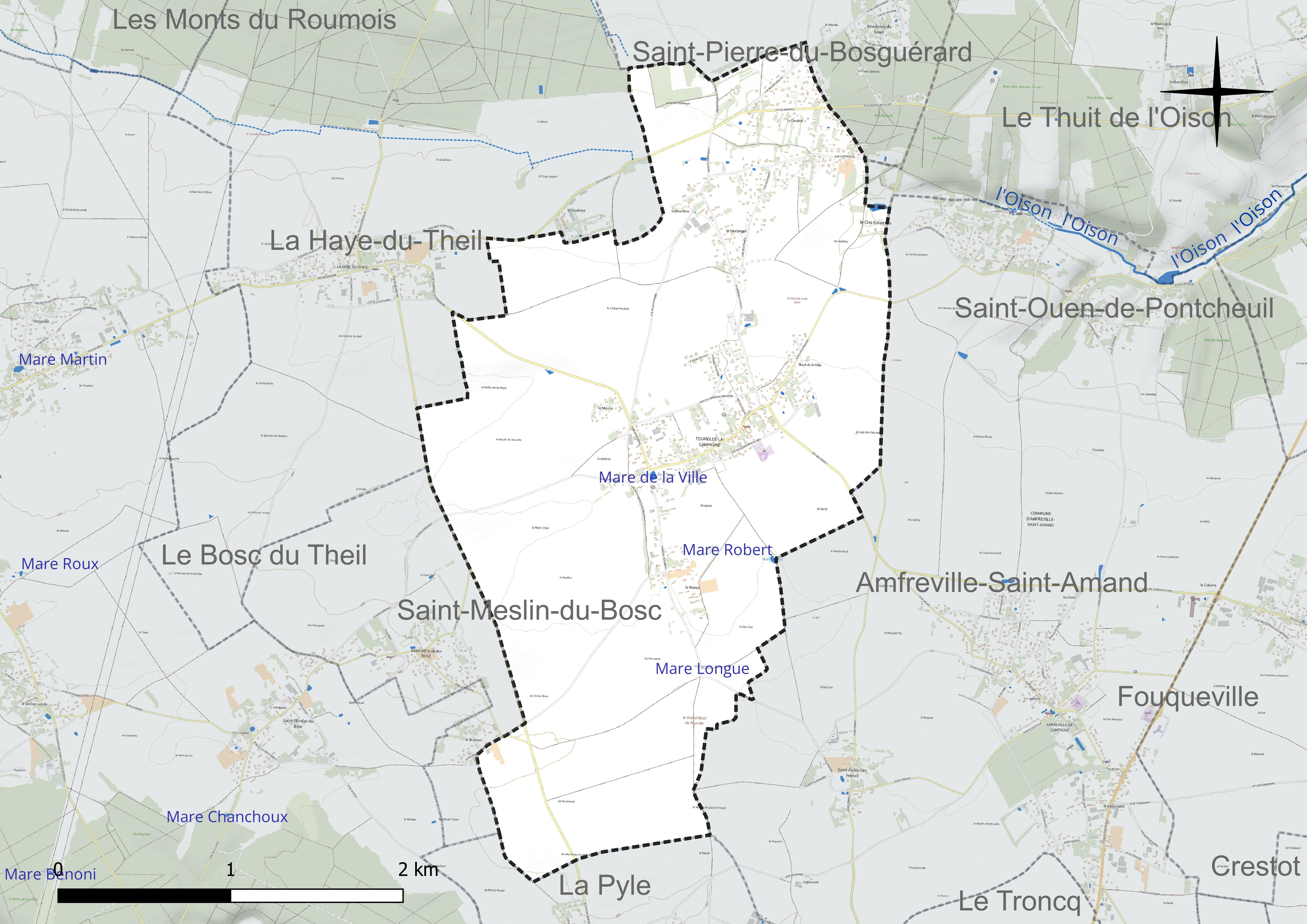
Réseau hydrographique de Tourville-la-Campagne.

### Climat
Pour des articles plus généraux, voir Climat de la Normandie et Climat de l'Eure.
En 2010, le climat de la commune est de type climat océanique dégradé des plaines du Centre et du Nord, selon une étude du CNRS s'appuyant sur une série de données couvrant la période 1971-2000. En 2020, Météo-France publie une typologie des climats de la France métropolitaine dans laquelle la commune est exposée à un climat océanique et est dans la région climatique  Côtes de la Manche orientale, caractérisée par un faible ensoleillement (1 550 h/an) ; forte humidité de l’air (plus de 20 h/jour avec humidité relative > 80 % en hiver), vents forts fréquents. Parallèlement le GIEC normand, un groupe régional d’experts sur le climat, différencie quant à lui, dans une étude de 2020, trois grands types de climats pour la région Normandie, nuancés à une échelle plus fine par les facteurs géographiques locaux. La commune est, selon ce zonage, exposée à un « climat contrasté des collines », correspondant au Pays d’Auge, Lieuvin et Roumois, moins directement soumis aux flux océaniques et connaissant toutefois des précipitations assez marquées en raison des reliefs collinaires qui favorisent leur formation.
Pour la période 1971-2000, la température annuelle moyenne est de 10,1 °C, avec  une amplitude thermique annuelle de 13,5 °C. Le cumul annuel moyen de précipitations est de 758 mm, avec 12,1 jours de précipitations en janvier et 8,3 jours en juillet. Pour la période 1991-2020, la température moyenne annuelle observée sur la station météorologique la plus proche, située sur la commune de Brionne à 14 km à vol d'oiseau, est de 11,5 °C et le cumul annuel moyen de précipitations est de 791,7 mm,. Pour l'avenir, les paramètres climatiques de la commune estimés pour 2050 selon différents scénarios d’émission de gaz à effet de serre sont consultables sur un site dédié publié par Météo-France en novembre 2022.

## Urbanisme
La commune est couverte par un plan local d'urbanisme depuis 2009 et dispose d'un droit de préemption urbain. 

### Typologie
Au 1er janvier 2024, Tourville-la-Campagne est catégorisée commune rurale à habitat dispersé, selon la nouvelle grille communale de densité à 7 niveaux définie par l'Insee en 2022.
Elle est située hors unité urbaine. Par ailleurs la commune fait partie de l'aire d'attraction de Rouen, dont elle est une commune de la couronne,. Cette aire, qui regroupe 317 communes, est catégorisée dans les aires de 200 000 à moins de 700 000 habitants,.

### Occupation des sols
L'occupation des sols de la commune, telle qu'elle ressort de la base de données européenne d’occupation biophysique des sols Corine Land Cover (CLC), est marquée par l'importance des territoires agricoles (88,1 % en 2018), en diminution par rapport à 1990 (94,1 %). La répartition détaillée en 2018 est la suivante : 
terres arables (81,8 %), zones urbanisées (10,9 %), prairies (6,3 %), forêts (1 %). L'évolution de l’occupation des sols de la commune et de ses infrastructures peut être observée sur les différentes représentations cartographiques du territoire : la carte de Cassini (XVIIIe siècle), la carte d'état-major (1820-1866) et les cartes ou photos aériennes de l'IGN pour la période actuelle (1950 à aujourd'hui).

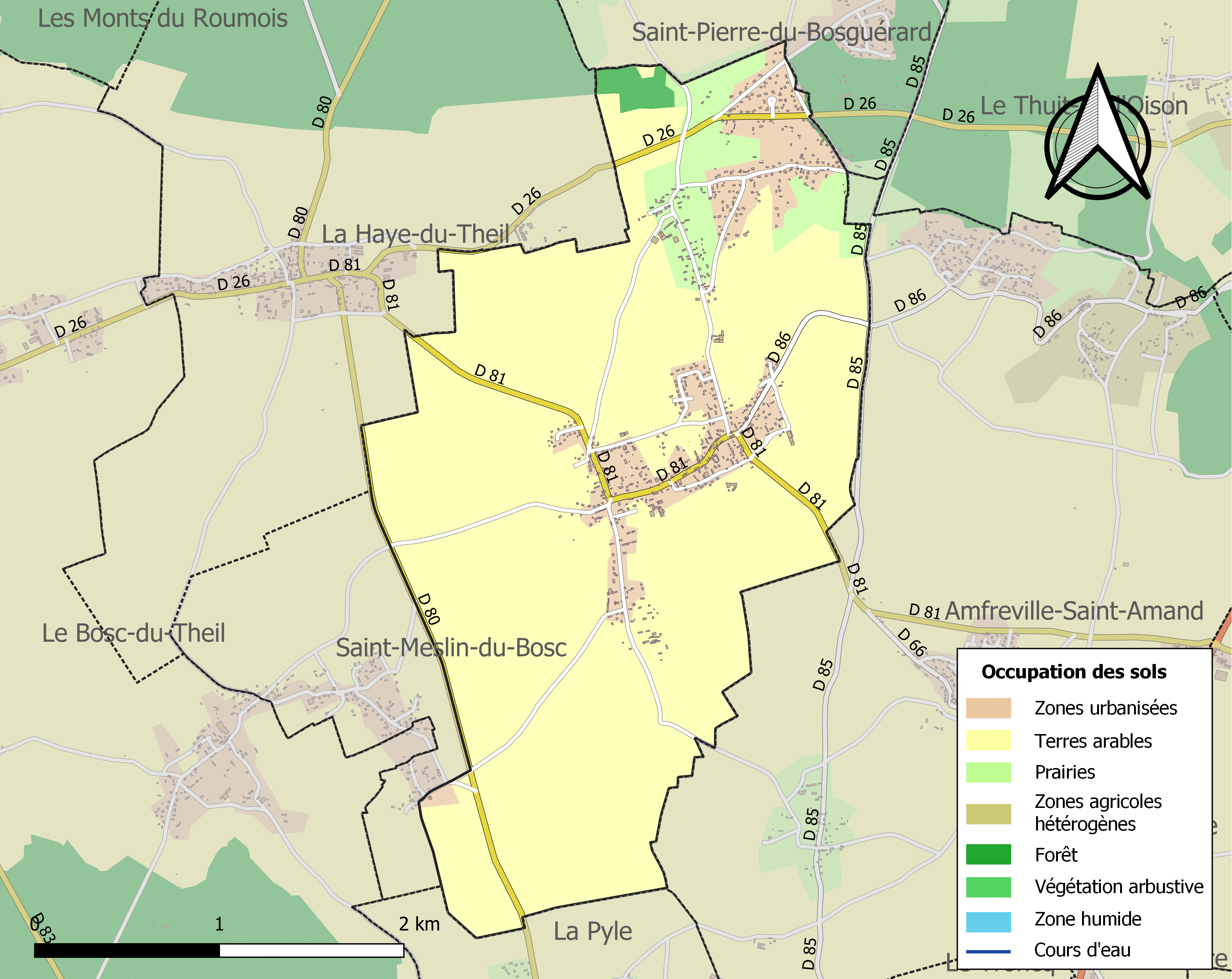
Carte des infrastructures et de l'occupation des sols de la commune en 2018 (CLC).

## Toponymie
Le nom de la localité est attesté sous les formes Tourvilla en 1214 (feoda Ebroicensis comitatus), Tourville en 1502, Torville en 1307 (olim), Tourville la Champaigne en 1502 (aveu), Tourville la Champagne en 1828 (Louis Du Bois).
Voir Tourville-en-Auge
Le déterminant complémentaire la-campagne se réfère à la plaine du Neubourg. Il s'agit de la forme normanno-picarde de « champagne » au nord de la ligne Joret, il est passé en français comme terme générique.

## Histoire
Tourville-la-Campagne fut chef-lieu du canton jusqu'en 1821. Il fut alors remplacé par Amfreville-la-Campagne.

### Héraldique
| Armes de Tourville-la-Campagne | Ces armes peuvent se blasonner ainsi aujourd’hui : d'azur au chevron d'or, cantonné en chef de deux coquilles d'argent et en pointe d'une tour du même. |

## Politique et administration
| Période                                  | Période   | Identité          | Étiquette | Qualité                                                            |
| ---------------------------------------- | --------- | ----------------- | --------- | ------------------------------------------------------------------ |
| juin 1995                                | mars 2001 | Christian Lemaire |           |                                                                    |
| mars 2001                                | mars 2014 | Gérard Lemoine    |           |                                                                    |
| mars 2014                                | En cours  | Hugues Bourgault  | DVD       | chargé d'études 9e vice-président de la CC Pays du Neubourg (2020) |
| Les données manquantes sont à compléter. |           |                   |           |                                                                    |

## Démographie
L'évolution du nombre d'habitants est connue à travers les recensements de la population effectués dans la commune depuis 1793. Pour les communes de moins de 10 000 habitants, une enquête de recensement portant sur toute la population est réalisée tous les cinq ans, les populations de référence des années intermédiaires étant quant à elles estimées par interpolation ou extrapolation. Pour la commune, le premier recensement exhaustif entrant dans le cadre du nouveau dispositif a été réalisé en 2007.

En 2022, la commune comptait 1 114 habitants, en évolution de +5 % par rapport à 2016 (Eure : −0,25 %, France hors Mayotte : +2,11 %).
| 1793 | 1800  | 1806  | 1821 | 1831 | 1836 | 1841 | 1846 | 1851 |
| ---- | ----- | ----- | ---- | ---- | ---- | ---- | ---- | ---- |
| 985  | 1 043 | 1 047 | 946  | 923  | 865  | 839  | 800  | 751  |

| 1856 | 1861 | 1866 | 1872 | 1876 | 1881 | 1886 | 1891 | 1896 |
| ---- | ---- | ---- | ---- | ---- | ---- | ---- | ---- | ---- |
| 734  | 681  | 653  | 666  | 603  | 550  | 537  | 520  | 457  |

| 1901 | 1906 | 1911 | 1921 | 1926 | 1931 | 1936 | 1946 | 1954 |
| ---- | ---- | ---- | ---- | ---- | ---- | ---- | ---- | ---- |
| 439  | 435  | 377  | 327  | 325  | 305  | 321  | 328  | 273  |

| 1962 | 1968 | 1975 | 1982 | 1990 | 1999 | 2006 | 2007 | 2012 |
| ---- | ---- | ---- | ---- | ---- | ---- | ---- | ---- | ---- |
| 312  | 313  | 471  | 602  | 730  | 753  | 850  | 864  | 987  |

| 2017  | 2022  | - | - | - | - | - | - | - |
| ----- | ----- | - | - | - | - | - | - | - |
| 1 081 | 1 114 | - | - | - | - | - | - | - |

## Culture locale et patrimoine

### Lieux et monuments
- Église Saint-Ouen, dont plusieurs éléments de mobilier sont recensés au titre de monuments historiques d'une part et, d'autre part, du patrimoine culturel : quatre baies du  XXe siècle sont dues à Pauline Peugniez.
La construction est en pierre et silex du XVIIe siècle, rectangulaire d’un seul tenant, sans chapelles latérales ni piliers, avec une voûte peinte en blanc. Elle ouvre sur un chœur à clefs d’ogive. Le clocher à haute flèche octogonale est assis sur une base carrée du XIIIe siècle.
À l’extérieur, un if classé ; une croix de cimetière du XVIe siècle.

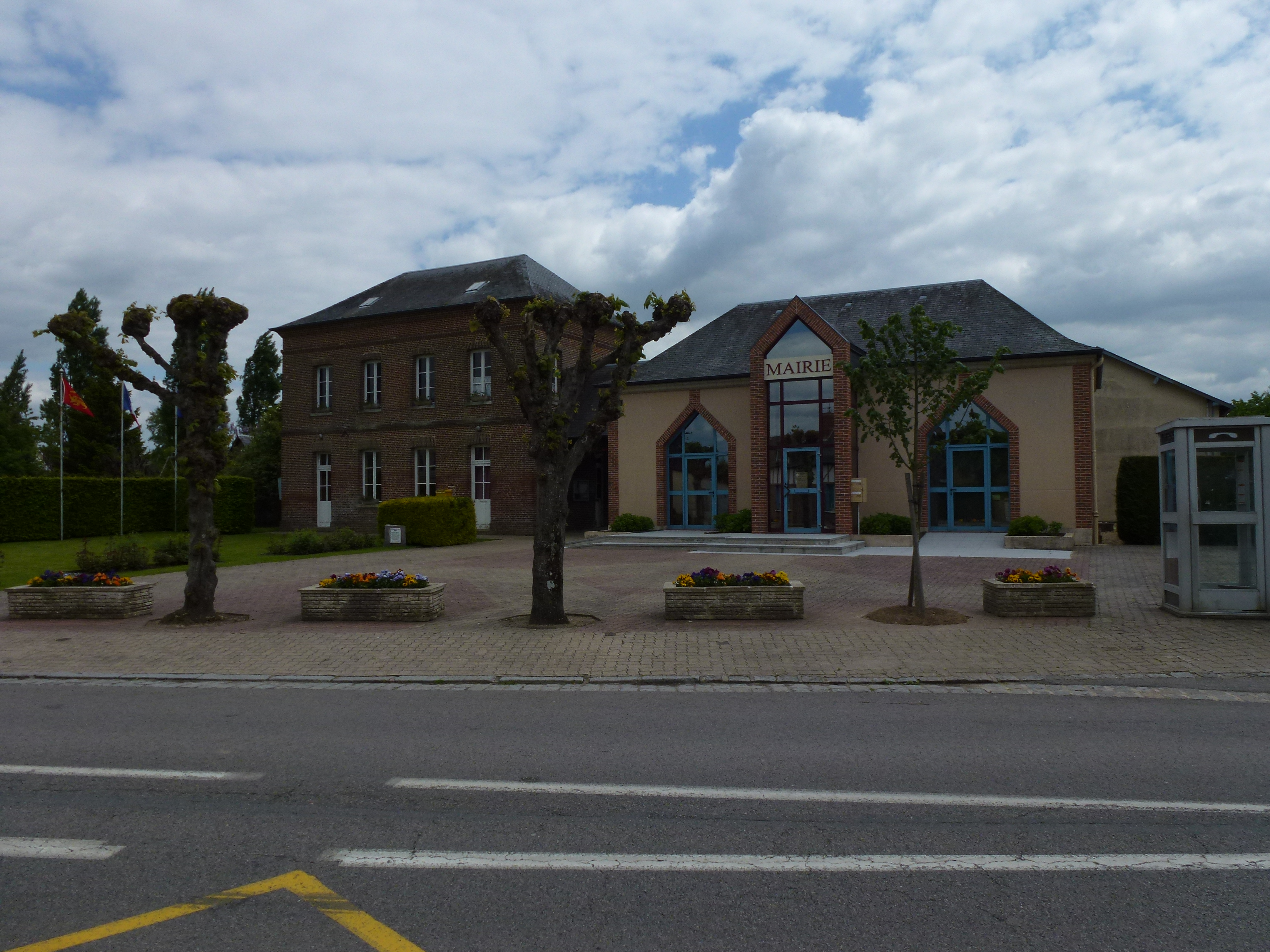
Mairie.
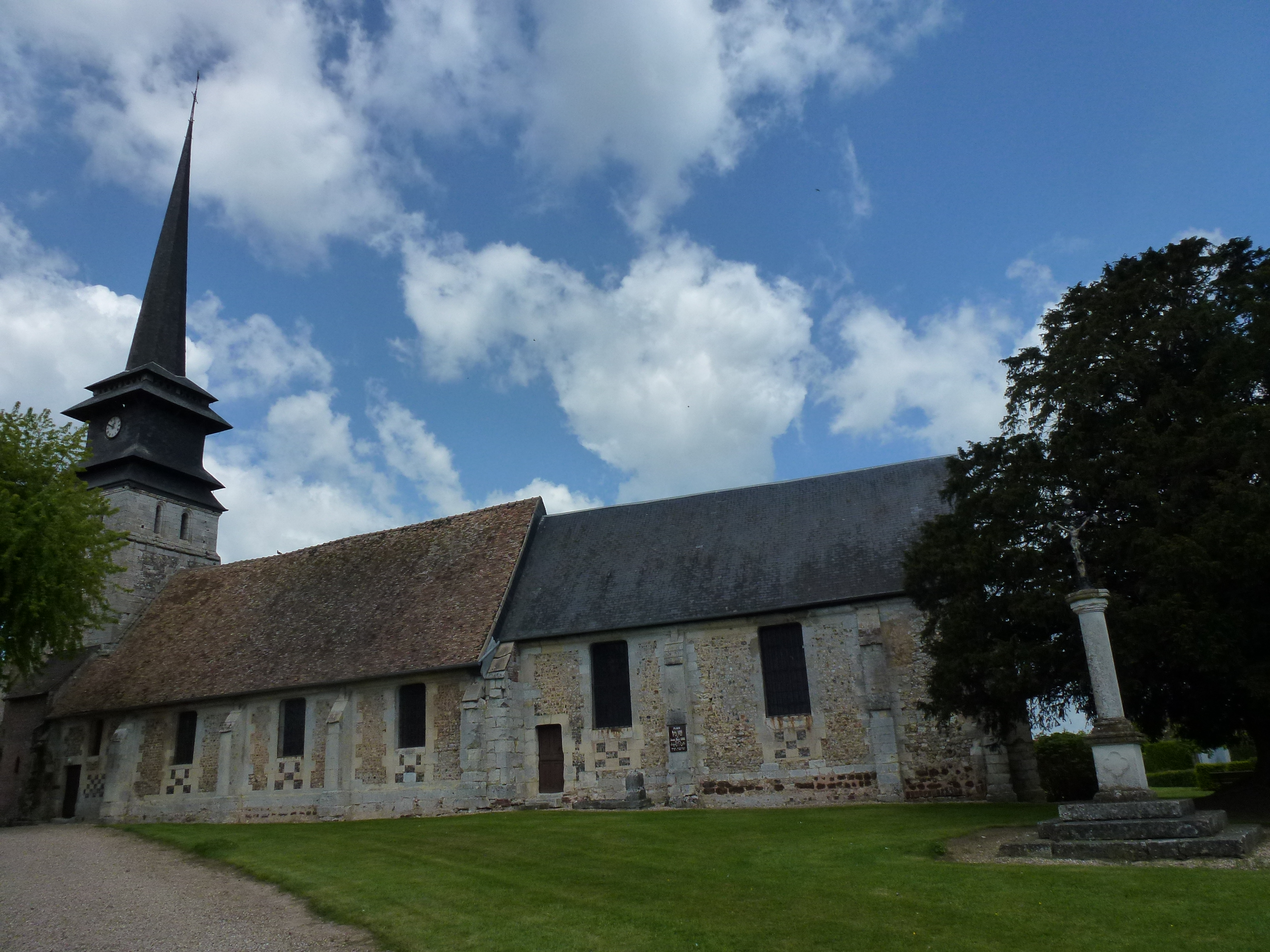
Église Saint-Ouen.
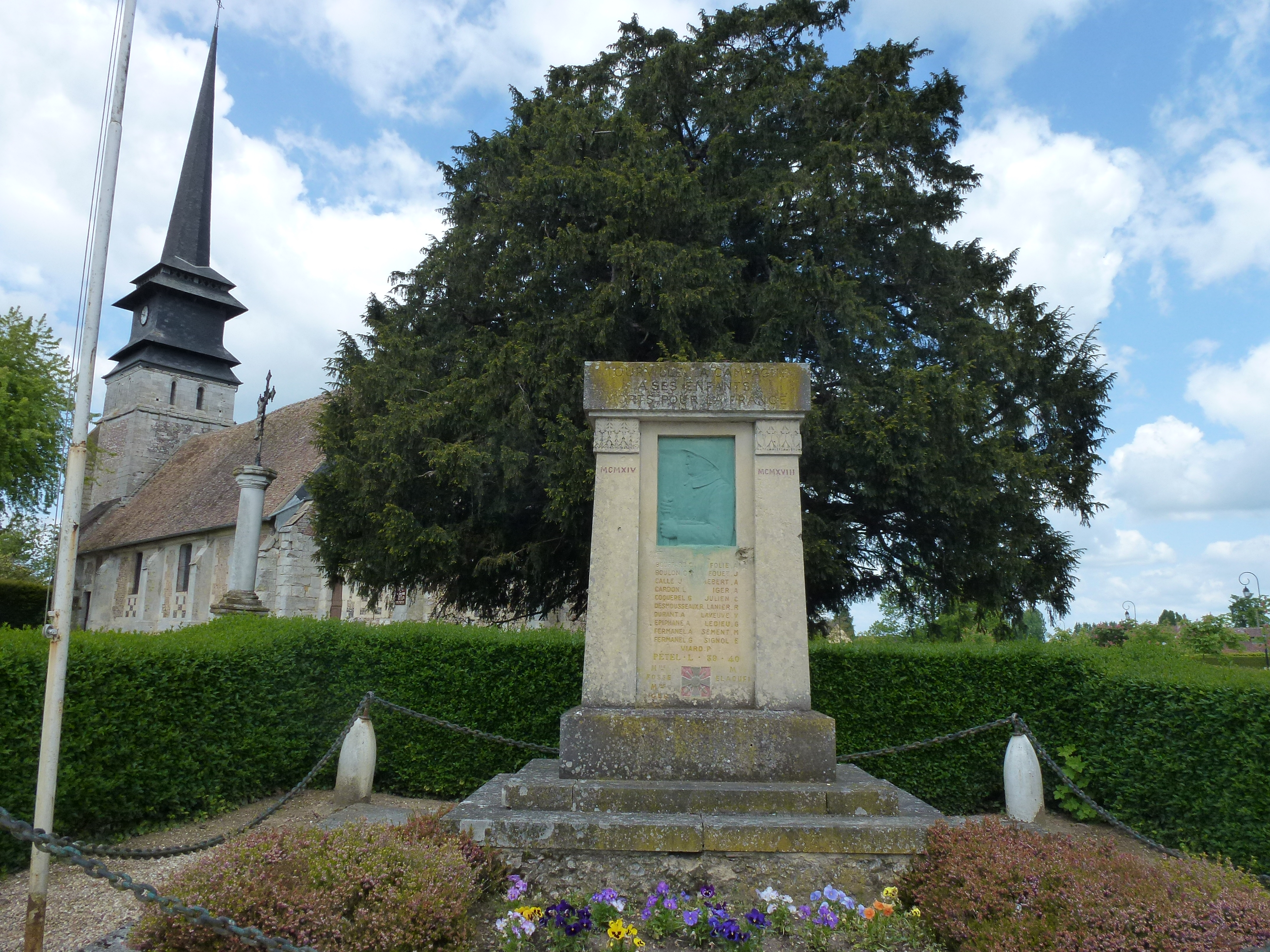
Monument aux morts.
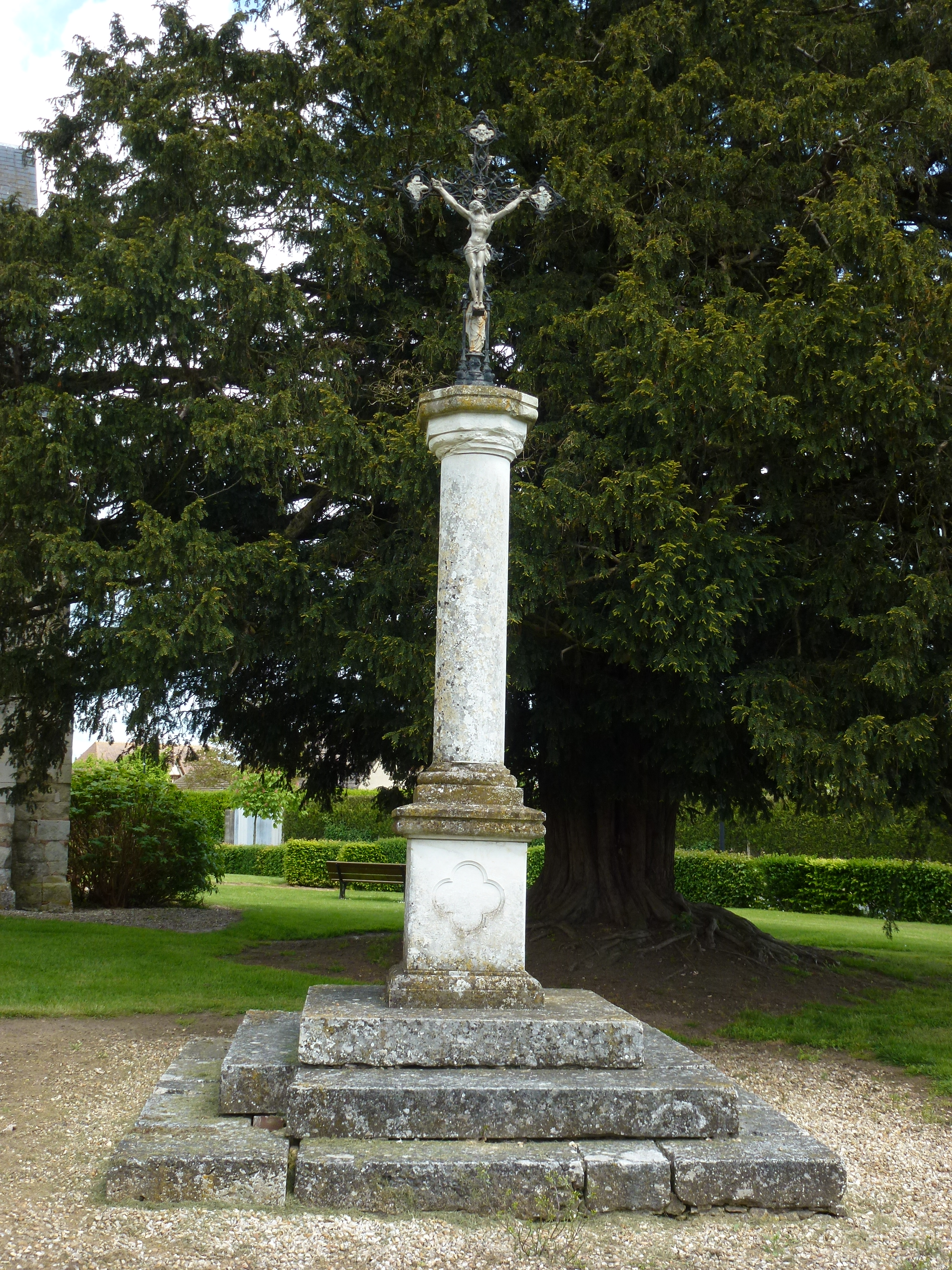
Croix de cimetière.

### Patrimoine naturel

#### Sites classés
- L'if situé sur la place de l'Église,  Site classé (1928)[23] ;
- La place de l'Église avec les arbres, le calvaire, le monument aux morts, l'église et l'if,  Site classé (1932)[24].

## Personnalités liées à la commune
- L'oncle de Jacques-Désiré Laval, le chanoine Nicolas Laval (né à Croth le 9 février 1767 et mort en 1852), fut curé de cette paroisse de 1813 à 1852. Il avait ouvert dans son vaste presbytère une école presbytérale. Son neveu logea avec lui de 1817 à 1820 ; c'est là que Jacques-Désiré Laval apprit à « écorcher le latin ».
Plus tard, pendant son séminaire à Paris, puis après son ordination, le Père Jacques-Désiré Laval aimera revenir à Tourville auprès de son oncle, aux vacances et chaque fois qu’il en avait la possibilité. C’est aussi de là qu’il partira en toute hâte, le matin du 14 mai 1841, pour se rendre à Londres où son départ pour l'île Maurice était initialement prévu le 20 du même mois.
À côté de l’église et du presbytère se trouve une seule tombe, celle de l’abbé Nicolas Laval. Une plaque de marbre évoque ses mérites. Une plaque plus récente est accrochée au mur de l’église pour rappeler le passage de Jacques-Désiré Laval à Tourville.
- Marcel Delaunay (1876 à Rouen - 1959 à Tourville-la-Campagne) était un peintre de l'École de Rouen.